# 流星花園
『流星花園 -Meteor Garden-』（りゅうせいはなぞの）とは、2001年に台湾・CTSで制作されたドラマ。原作は神尾葉子の漫画『花より男子』。

## 詳細
日本の地上波テレビでは東京MXテレビ、千葉テレビなど、ローカル局で放送された。
衛星波（BS・CS）でも、BS日テレで2003年10月『流星花園〜花より男子〜』（日本初放送）やホームドラマチャンネルで放送され、TBSでは『花より男子』日本版第2シリーズの放送に先行する形で2006年11月2日深夜26:35より放送を開始し、毎週月、火、木曜日に放送、同年12月21日まで全24話を放送した。
登場人物や基本的な設定に変更はないものの、舞台は原作とは異なり、大学となっている（原作では高校）。コミックスでは多少原作とは異なるものの、主に1〜29巻までのストーリーがドラマ化されている。
このドラマで登場人物の【F4】を演じた4人がグループを結成し、F4として活躍している。このドラマの続編として番外編『流星雨』のほかに、台湾オリジナルとして『流星花園II』が製作されている。主なロケ地はスペインのバルセロナ。
台湾で記録的なヒットになり、世界13カ国に輸出された。とくに香港、インドネシア、シンガポール、フィリピンでは海外ドラマ歴代最高視聴率を記録するなど世界的ヒット作となった。
また、日本にも逆輸入され、原作ファンなどからも支持を集めた。後に日本で『花より男子』がテレビドラマ化されたのは、この作品の大ヒットの影響もあるとされる。
2025年2月2日牧野つくし役の徐熙媛が春節の家族旅行で日本に訪れた時にインフルエンザに感染し、亡くなったとの訃報が伝えられた。

## キャスト
日本版役名（台湾版役名）：俳優名/吹替え声優

### 主要キャスト
- 牧野つくし（杉菜 サンツァイ）：徐熙媛（バービィー・スー）/遠藤綾
- 道明寺司（道明寺 タオミン・スー）：言承旭（ジェリー・イェン）/小西克幸
- 花沢類（花澤類 フアゼー・レイ）：周渝民（ヴィック・チョウ）/谷山紀章
- 西門総二郎（西門 シーメン）：朱孝天（ケン・チュウ）/野島裕史
- 美作あきら（美作 メイズオ）：呉建豪（ヴァネス・ウー）/原沢勝広

### 流星花園からのキャスト
- 松岡優紀（小優 シャオヨウ）：楊丞琳（レイニー・ヤン）/桑谷夏子
- 藤堂静（藤堂靜 テンタン・ジン）：錢韋杉（中国語版） （ウィニィー・チェン）/冬馬由美
- 青池和也（陳青和 チェン・チンホー）：歐定興（エドワード・オウ）/中村俊洋
- 牧野ママ：王月（中国語版） （ワン・ユエ）/一城みゆ希
- 牧野パパ：董至成（中国語版） （トン・チーチェン）/岩尾万太郎
- 道明寺楓（道明楓 タオミン・フォン）：甄秀珍（中国語版） （チェン・シウチェン）/横尾まり
- タマ：唐琪（タン・チー）/谷育子

### 流星花園のみのキャスト
- 真木子（李眞 リー・ツン）：葉安婷（中国語版） （イェ・アンティン）/中田真理子
- 執事：劉爾金（中国語版） （リュウ・イーチン）/石川ひろあき
- 道明寺誠（道明誠 タオミン・チェン）：艾偉（中国語版）（アイ・ウェイ）
- 先生：卜學亮（中国語版）（チャージ・ブー）
- 百合：鄭美黛（ベリンダ・チェン）
- 千恵：張若蓁（チャン・ルオチェン）
- 西田（宇田　ユーティエン）：彭偉華（KK・パン）
- 道明寺椿（道明荘 タオミン・ジュアン）：徐華鳳（中国語版）（ヴィヴィ・チョイ）/甲斐田裕子
- 亜門（清永 チンヨン）：藍正龍（ラン・ジェンロン）
- 中塚（中澤 ツォンゼー）：李傑聖（ジェイソン・リー）/小野大輔
- 大河原滋（小滋）：柯奐如（中国語版）（クリスティン・クー）/加納千秋
- 滋母：林珮君（中国語版） （リン・ペイジュン）
- 滋父：康凱（中国語版） （カン・ガイ）
- 優紀母：方虹人（フォン・ファンリン）
- 大家：劉行（リュウ・イン）
- 阿香 アーシャン：許瑋倫（ベアトリーチェ・シュウ）
- トーマス：ピーター/桐井大介
- 阿松：鍾漢良（ウォレス・チョン）
- 織部順平：林祖恩（リン・ツーエン）/川島得愛

### 流星花園IIのみのキャスト
- シノ：呉佩慈（ペース・ウー）/本名陽子
- エルサ（葉莎 イェーシャ）：鄭雪兒（ミッシェル・チェン）/恒松あゆみ
- ミミ（咪咪　ミーミー）：賴雅妍（メーガン・ライ）/伊藤静
- 店長（阿倫　アールン）：大炳（中国語版） （ター・ピン）
- イーリン（依琳　イーリン）：林嘉俐（中国語版）（リン・ジアリー）
- アミ（阿美　アーメイ）：李康宜（中国語版）（リー・カンイ）/岩居由希子
- トク（阿德　アダー）：劉畊宏（中国語版）（ウィール・リュウ）/千々和竜策
- 高会長：曾江（ケネス・ツァン）
- 西門母：應采霊（イン・ツァイリン）
- 西門父：張國柱（中国語版）（チャン・クオチュー）
- 大家虹：焦姣（中国語版）（ジャオ・ジャオ）
- サク：許效舜（中国語版）（シュウ・シャオシュン）/楠見尚己
- シン（大信　ターシン）：陳建州（中国語版）（チャールズ・チェン）
- ダイ：曾少宗（フィガロ・ツェン）
- ：安鈞璨（ショーン・アン）

### 流星雨のみのキャスト
- 愛紗：千田愛紗
- 麻衣：さとう麻衣
- 日向更：呉佩文（ウー・ペイウェン） ※当時。現在は簡沛恩（中国語版）（ポリー・ジェン）に改名。
- 源：屈中恆（中国語版）（チュイ・チョンヘン）
- シンシン：彭歆（ヨーヨー）

## スタッフ
- 原作 - 集英社マーガレットコミックス／神尾葉子『花より男子』
- プロデューサー - 柴智屏、馮家瑞、呉志強
- 脚本 - 柴智屏、馮家瑞、毛訓容、龔敏恵
- 企画 - 陽佳玉
- 監督 - 蔡岳勳

## 話数
| 1. 宣戦布告 2. お金で買えないもの 3. 赤札のカップル 4. シンデレラのキス 5. 全てを捨てる女 6. 二人だけの夜 7. 真実はひとつ 8. 帰ってきた男 9. 裏切りの夜 10. 守りたいもの 11. NY帰りの男 12. 二枚目の赤札の謎 13. 命がけの子犬 14. 定められた道 15. 恋いしたい女 16. 広がる心の傷 17. 素直な気持ち 18. 二人を包む翼 19. 幸せへの近道 20. 冷たい雨 21. つなぎたい気持ち 22. かなえたい夢 23. 新たな流星 24. 暗闇の小さな光 25. わたれない橋 26. つかみとる幸せ 27. 出口のない愛 28. 無限の可能性 （21～24までは、日本放送時にカットされたが、DVDコンプリート版に収録された。） | 1. バルセロナの誓い 2. 果たされなかった約束 3. 星君の星 4. 運命のいたずら 5. 復讐 6. 迷宮 7. 過去への疑惑 8. それぞれの旅立ち 9. 誰かが愛してる 10. 受け取り手のないケーキ 11. 再会 12. さよなら愛しき人 13. 彼女に残された時間 14. 仕組まれた婚約 15. 最後の賭け 16. 大切な人のために 17. あの頃のように 18. 素直になれなくて 19. ゆがめられた真実 20. 新たな葛藤 21. 再び雨の中で 22. やさしい嘘 23. 悲しい真相 24. 君を守る 25. 心の距離 26. 約束の場所へ | 1. 美作あきら編（ヴァネス）篇 2. 西門総二郎編（ケン）篇 3. 道明寺司（ジェリー）篇（上） 4. 道明寺司（ジェリー）篇（下） |

## ソフトウェア

### 書籍
写真集
- 「流星花園〜花より男子〜~ F4写真集」（集英社 2005年03月10日） ISBN 978-4420310093

### CD
販売元はリッツミュージック
- 「流星花園II〜花より男子〜 日本語サウンドトラック」（2005年12月21日）

### DVD
販売元はエスピーオー
- 「流星花園〜花より男子〜 DVD-BOX 1」（2004年9月10日）
- 「流星花園〜花より男子〜 DVD-BOX 2」（2004年9月10日）
- 「流星花園〜花より男子〜 スペシャルBOX」（2004年9月10日）
- 「流星花園〜花より男子〜 コンプリートDVD-BOX」（2009年7月24日）

- 「流星雨 DVD-BOX」（2005年2月25日）

- 「流星花園II〜花より男子〜 DVD-BOX」（2005年6月3日）